# Ventosilla y Tejadilla
Ventosilla y Tejadilla er en kommune i det centrale Spanien i provinsen Segovia. Den har et indbyggertal på 17 (2024) indbyggere.